# Mayra Verónica
Mayra Verónica Aruca Rodríguez (Havana, 20 augustus 1980), is een Cubaans model en zangeres. Haar bekendheid wierf ze vooral in de Verenigde Staten.

## Discografie

### Albums
| Jaar | Albumtitel       |
| ---- | ---------------- |
| 2010 | Saint Nor Sinner |
| 2007 | Vengo Con To´    |

### Singles
| Jaar | Titel            | Hoogste positie in Amerikaanse hitlijsten | Hoogste positie in Amerikaanse hitlijsten | Hoogste positie in Amerikaanse hitlijsten | Hoogste positie in Amerikaanse hitlijsten |
| ---- | ---------------- | ----------------------------------------- | ----------------------------------------- | ----------------------------------------- | ----------------------------------------- |
| Jaar | Titel            | HDCS                                      | HDA                                       | TH                                        | DEDS                                      |
| 2013 | Mama Mia         |                                           |                                           |                                           |                                           |
| 2011 | Freak Like Me    | 9                                         | -                                         | -                                         | -                                         |
| 2010 | If You Wanna Fly | 9                                         | 11                                        | 21                                        | 5                                         |

## Modellenwerk
Verónica was onder andere te zien in televisiereclames van Nike, L'Oréal en Coca-Cola. Verder stond ze op covers van enkele honderden tijdschriften waaronder meerdere malen voor FHM, Maxim, Edge en GQ. Daarnaast stond ze op de cover van de FHM exclusive collection book, waarin alle (Amerikaanse) sekssymbolen van het afgelopen decennia in staan, zoals onder andere Pamela Anderson, Eva Longoria, en Carmen Electra. Ze werd in 2007 verkozen tot de meest favoriete pin-up girl van de Amerikaanse strijdkrachten die gelegerd waren in Irak. Ze reageerde hierop door mee te doen aan een USO-tour.
- Gemeinsame Normdatei: 135502403
- International Standard Name Identifier: 0000 0000 5605 1916
- MusicBrainz: 3e53fbd5-cab9-4a63-8997-9244cc4cd1ec
- Virtual International Authority File: 80227154
- WorldCat: E39PBJrGyTryCXbCm37xwVYpT3